# Col de Prislop
Le col de Prislop (ro : Pasul Prislop) est un col de la chaîne de montagne des Carpates orientales (monts Rodna), au nord de la Roumanie à proximité de la frontière ukrainienne. Il permet de passer de la région de la Marmatie (vallée de la Râul Vișeu) à celle de la Bucovine (Râul Bistrița). Il se trouve à 1 416 mètres d'altitude.
Les localités les plus proches sont Borșa à l'ouest et Cârlibaba à l'est.

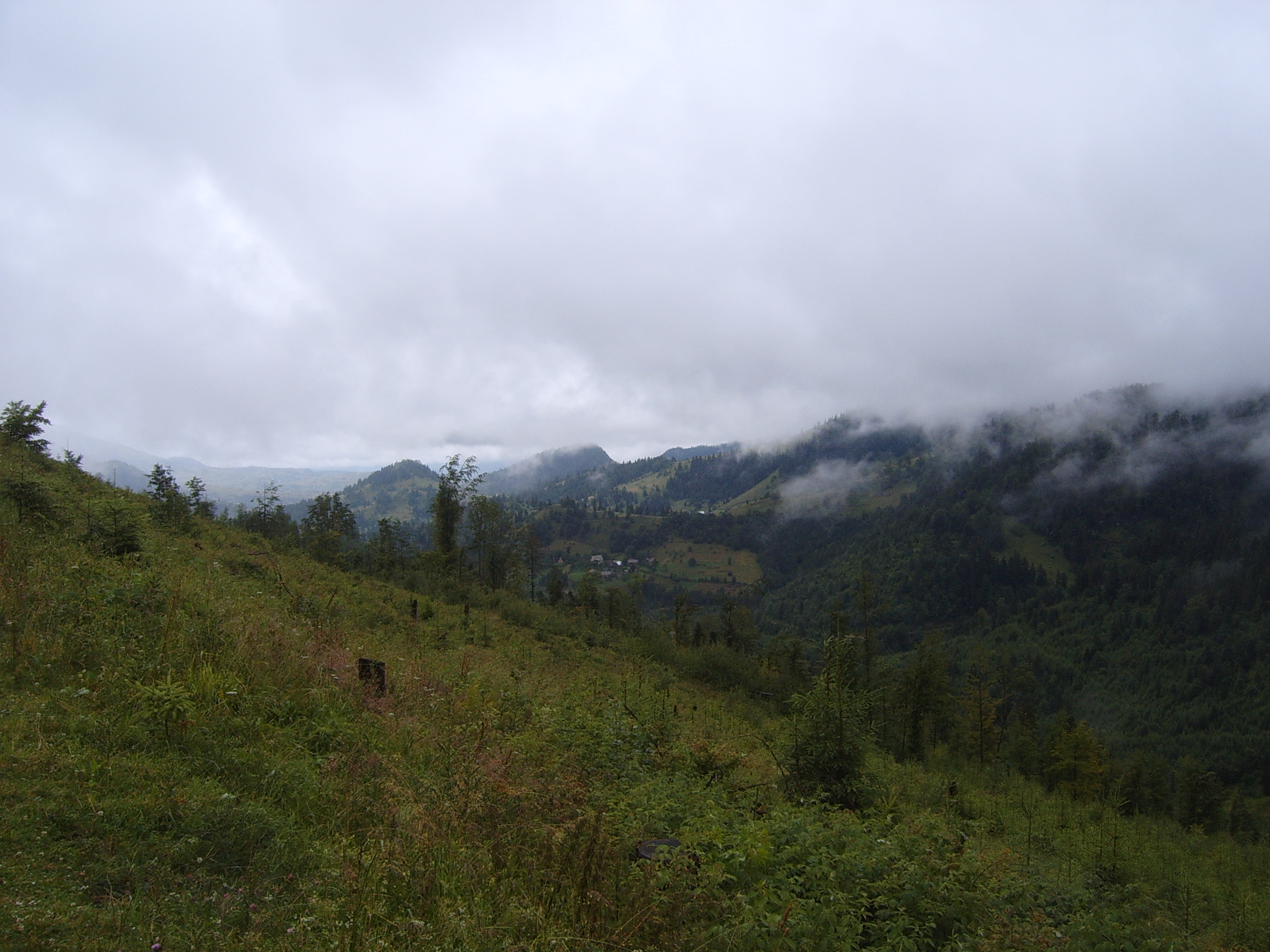
Les monts Rodna.
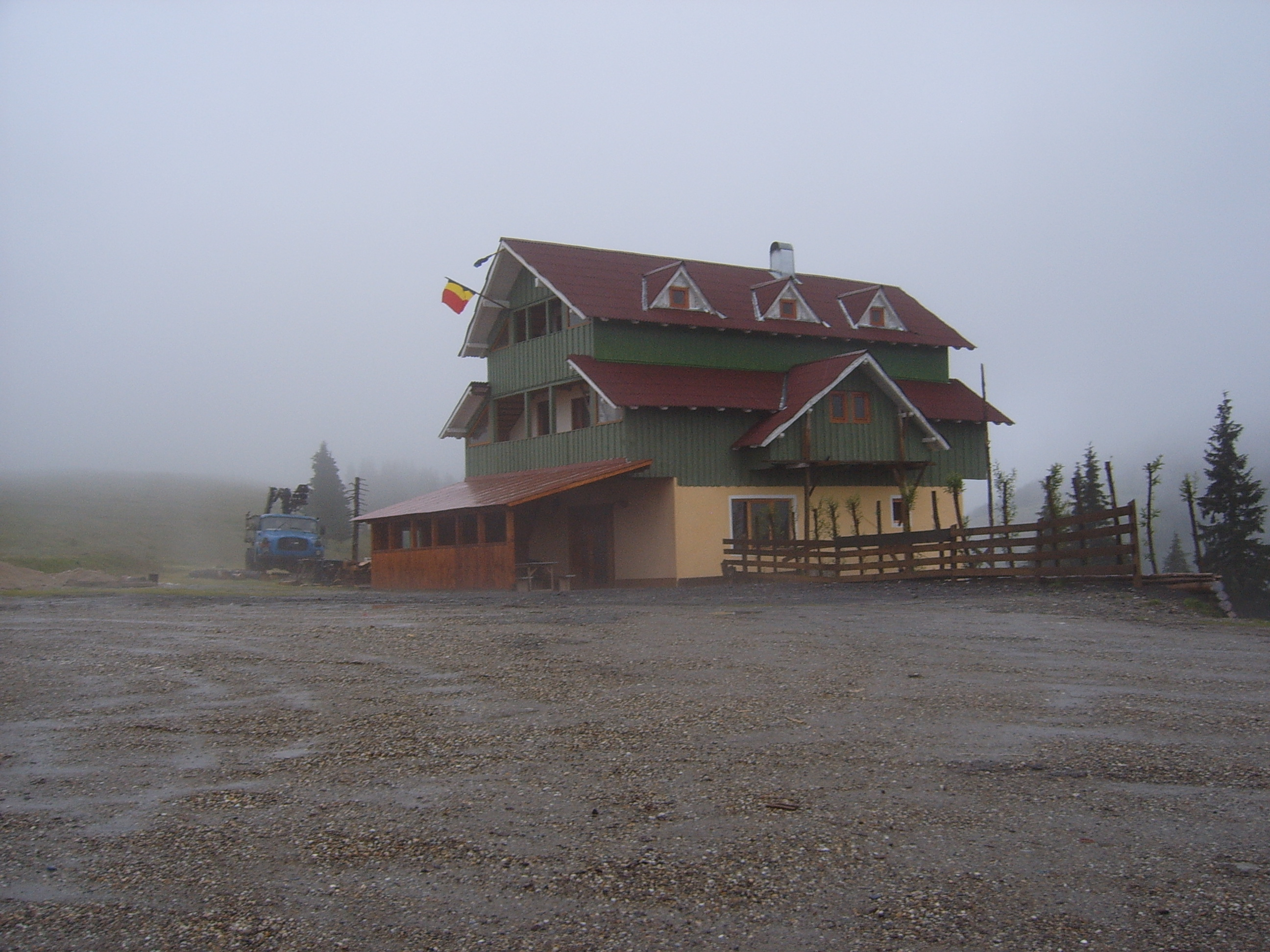
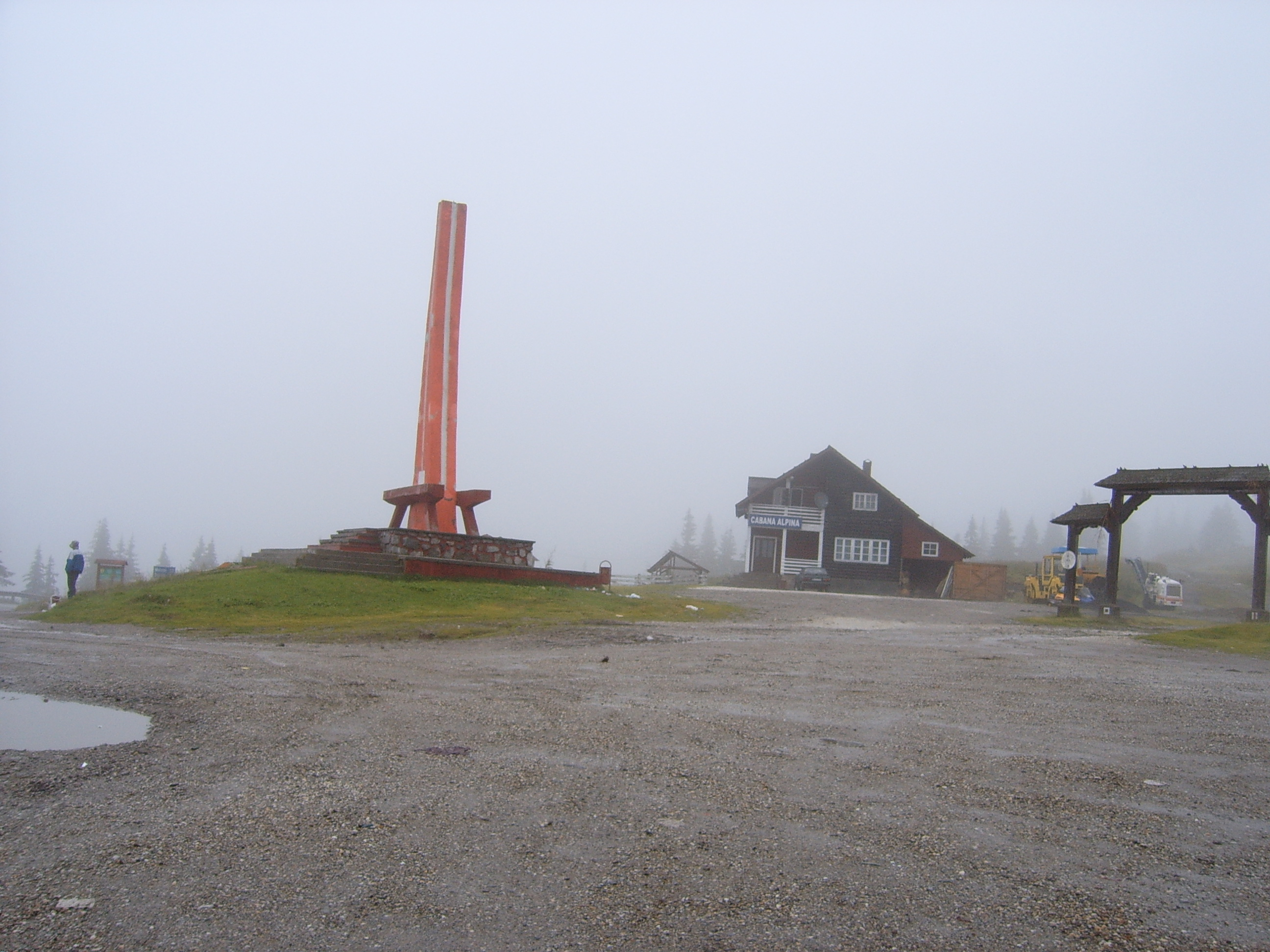
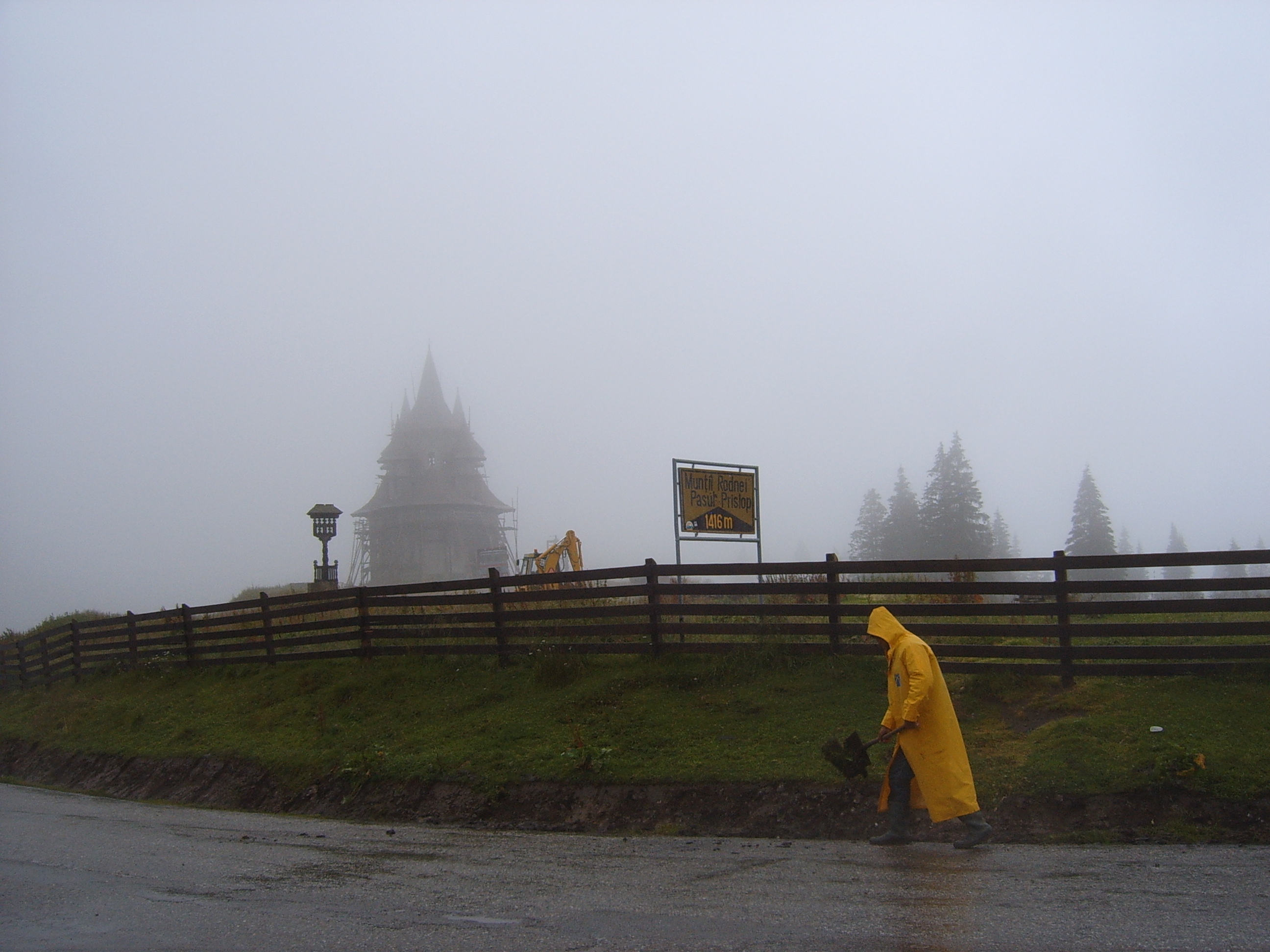
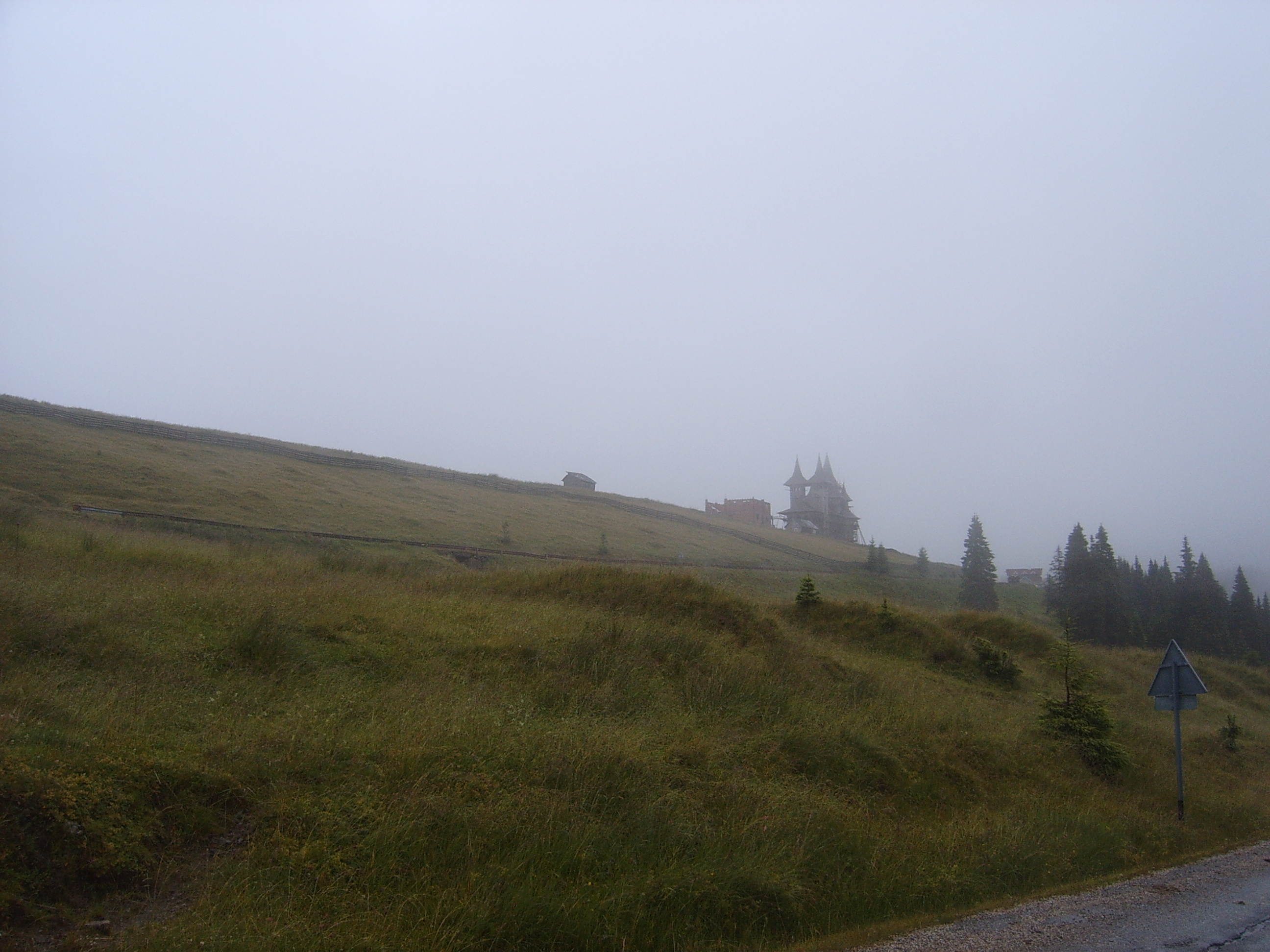
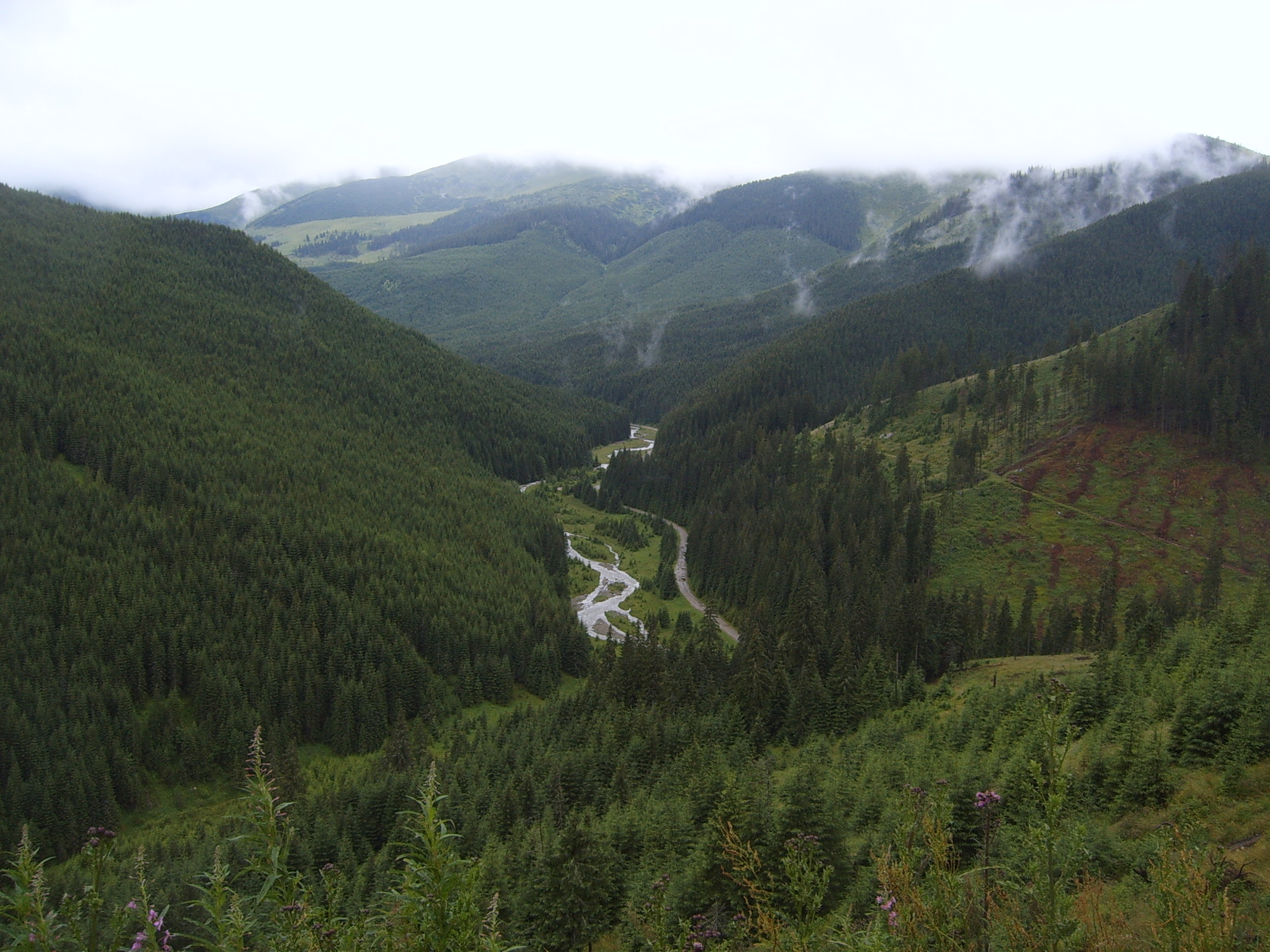
Vallée de la Bistrița à l'est du col.